# ゆるえもん
ゆるえもん（1976年3月21日 – ）は、日本のピン芸人。本名、永田 耕将（ながた こうすけ）。旧芸名・ダイモン。
岡山県倉敷市出身。グレープカンパニー所属。岡山NSC1期生。身長170cm、体重83kg。

## 略歴
愛媛大学中退。大学では落語研究会で活動、学生時代は愛媛のローカルタレント・らくさぶろうらと、芸能的な活動をしていた。
大学在学中の2000年、岡山市の吉本三丁目劇場で活動していた「岡山吉本新喜劇」に団員として入団。新喜劇が解散したのを機に2004年に上京。上京後は改めてお笑い養成所に入学、卒業後は先輩たちとのトリオ「EXPO」を結成。EXPOから1人メンバーが脱退して入れ替わりに同じ事務所のトミドコロが加入、更にもう1人も脱退してトミドコロとのコンビとなった2006年に「ハリネズミ」というコンビ名に改名。当時はツッコミ担当。2009年8月にコンビ解散後はピン芸人として活動。所属事務所はフラットファイヴを経て、2010年7月1日からグレープカンパニー。2012年より「ゆるえもん」に改名。

## 人物
- シュシュやスイーツなど、可愛いモノを収集するのが大好き[2]。
- 甘い物、特にコンビニスイーツ「ロールちゃん」が大好物[3]。
- 痛風・糖尿持ち。
- ハロー!プロジェクトファンで、特にチャオ ベッラ チンクエッティのファン[2]。「チャオ ベッラ チンクエッティ布教芸人」を自称[4]。「ハロプロ好き芸人」としてポッドキャストも行っている[5]。その他、音楽では石野田奈津代も好む[6]。
- パソコンが得意で、2007年に同じ事務所のサンドウィッチマンがM-1グランプリで優勝して急に事務所が忙しくなって人手が足りなくなった時に、ゆるえもんがこれを買われてホームページ管理業務を任されていたことがあった[2]。その後もこれを活かしてタブレットを使ったネタを披露し続けている[2]。
- また、デザインも得意で、技術などは全て独学で覚えた。サンドウィッチマンのライブツアーグッズのロゴを手掛けた[2]。
- 妻は松竹芸能所属のピン芸人・最強せつこ。2007年にある番組オーディションで知り合い、10年交際（2010年頃から同棲も）しており[7]、2016年12月21日深夜放送の『有田ジェネレーション』にて公開プロポーズを行い、結婚を承諾された[8][9]。翌年2017年1月27日に入籍[7]。

## 芸風
被り物に衣装が全身ピンクという格好が特徴で、タブレットにかわいいキャラクターをイメージしたネタや、「なんなんどこなん、これどこなん」というリズムに合わせて、近付き過ぎて何なのかわからないものをズームアウトしてオチに持っていくネタのイラストや動画を映してネタを見せている。イラスト、動画、音源は全て自分で製作している。語尾に「だお」や「うぃうぃ」を付けるというネタを行う。元々可愛い物、スイーツ好きでそれらの写真を撮ったりしていたら、トミドコロから「気持ち悪い」と言われたとのことで、これが逆に「おいしい」と思ってネタに使い始めたとのことである。

## メディア出演

### テレビ
- ウケウリ!!（日本テレビ）
- お笑い図鑑 ハマヌキ（tvk）
- コサキン・天海の超発掘!ものまねバラエティー マネもの（フジテレビ）- 2014年6月14日
- ウチのガヤがすみません!（日本テレビ）- 2015年6月7日
- 有田ジェネレーション（TBSテレビ）- 2016年12月12日深夜
- 前略、西東さん（中京テレビ）- 2017年3月25日
- 東京オーディション(仮)（TOKYO MX）
- 新春大売り出し!さんまのまんま（関西テレビ・フジテレビ系） - 2018年1月2日。妻のせつこも出演[11]。
- 行列のできる法律相談所（日本テレビ） - 2018年2月25日
- 内村てらす（日本テレビ） - 2018年3月23日、2018年3月30日
- ナカイの窓（日本テレビ） - 2018年6月14日
- しゃべくり007（日本テレビ） - 2018年7月2日
- トコトン掘り下げ隊!生き物にサンキュー!!（TBSテレビ） - 2018年9月5日
- エンタの神様（日本テレビ） - 2018年12月22日
- 有吉の壁（日本テレビ） - 2024年6月19日

### ラジオ
- 爆笑！グレープミュージックアワー（fmいずみ）- 2019年1月より2020年12月までレギュラー出演
- アイドル情報局、略してアイ情（fmいずみ）- 2021年1月より担当

### CM
- 大正漢方胃腸薬「食べる前に.com」